# Warszawa Radość
Warszawa Radość – przystanek osobowy PKP PLK, znajdujący się przy ul. Patriotów w dzielnicy Wawer w Warszawie .

## Przewoźnicy
Z przystanku można dojechać elektrycznymi pociągami podmiejskimi m.in. do Śródmieścia, Otwocka i Pilawy.
| Przewoźnik | Linia | Trasa |
| ---------- | ----- | --- |
| SKM        | S1    | Otwock – Warszawa Falenica – Warszawa Radość – Warszawa Wawer – Warszawa Wschodnia – Warszawa Śródmieście – Warszawa Zachodnia – Warszawa Ursus – Pruszków    |
| KM         | R7    | Warszawa Zachodnia – Warszawa Śródmieście – Warszawa Wschodnia – Warszawa Wawer – Warszawa Radość – Warszawa Falenica – Otwock – Celestynów – Pilawa – Dęblin |

W roku 2022 dzienna wymiana pasażerska na przystanku wyniosła 1300 osób.

## Opis

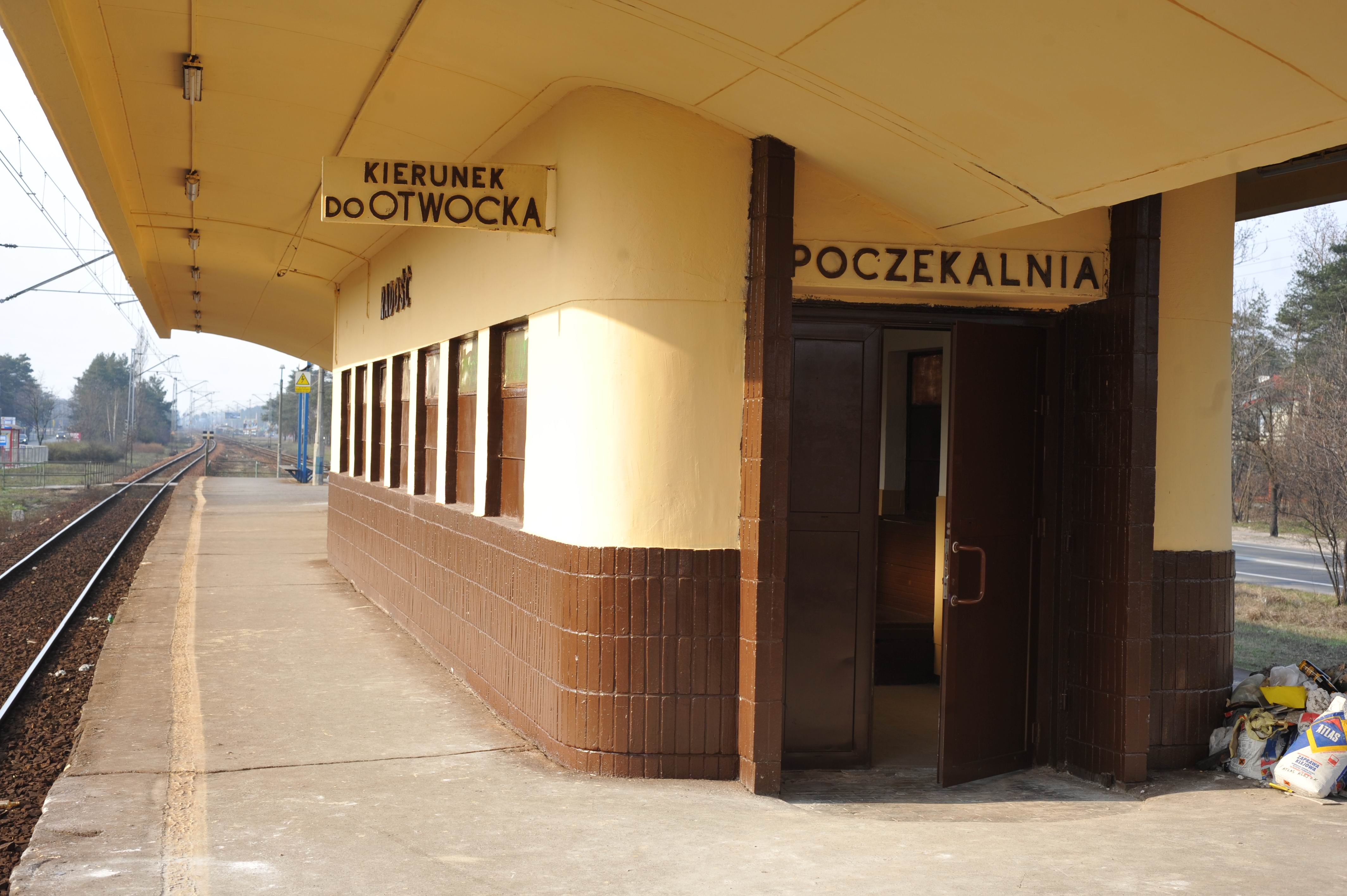
Poczekalnia na peronie

Budynek przystanku kolejowego składający się z kasy, poczekalni i oryginalnego, smukłego, skrzydlatego dachu został wybudowany w 1936 roku według projektu Kazimierza Centnerszwera i stanowi przykład architektury modernizmu.
Kasa i poczekalnia na przystanku zostały zamknięte w październiku 2008 roku.
W 2010 wiata peronowa z poczekalnią została wpisana do rejestru zabytków wraz z podobnymi wiatami znajdującymi się na przystankach na linii otwockiej: Międzylesie, Warszawa Miedzeszyn, Warszawa Falenica, Michalin, Józefów oraz Otwock Świder.

## Ruch pasażerski[3]
| Rok  | Wymiana pasażerska na dobę |
| ---- | -------------------------- |
| 2017 | 1800                       |
| 2018 | 1500                       |
| 2019 | 2100                       |
| 2020 | 1000                       |
| 2021 | 1100                       |
| 2022 | 1300                       |
| 2023 | 700-1000                   |